# Des Moines Art Center
Il Des Moines Art Center è un museo d'arte a Des Moines, capitale dell'Iowa (Stati Uniti d'America).

## Storia

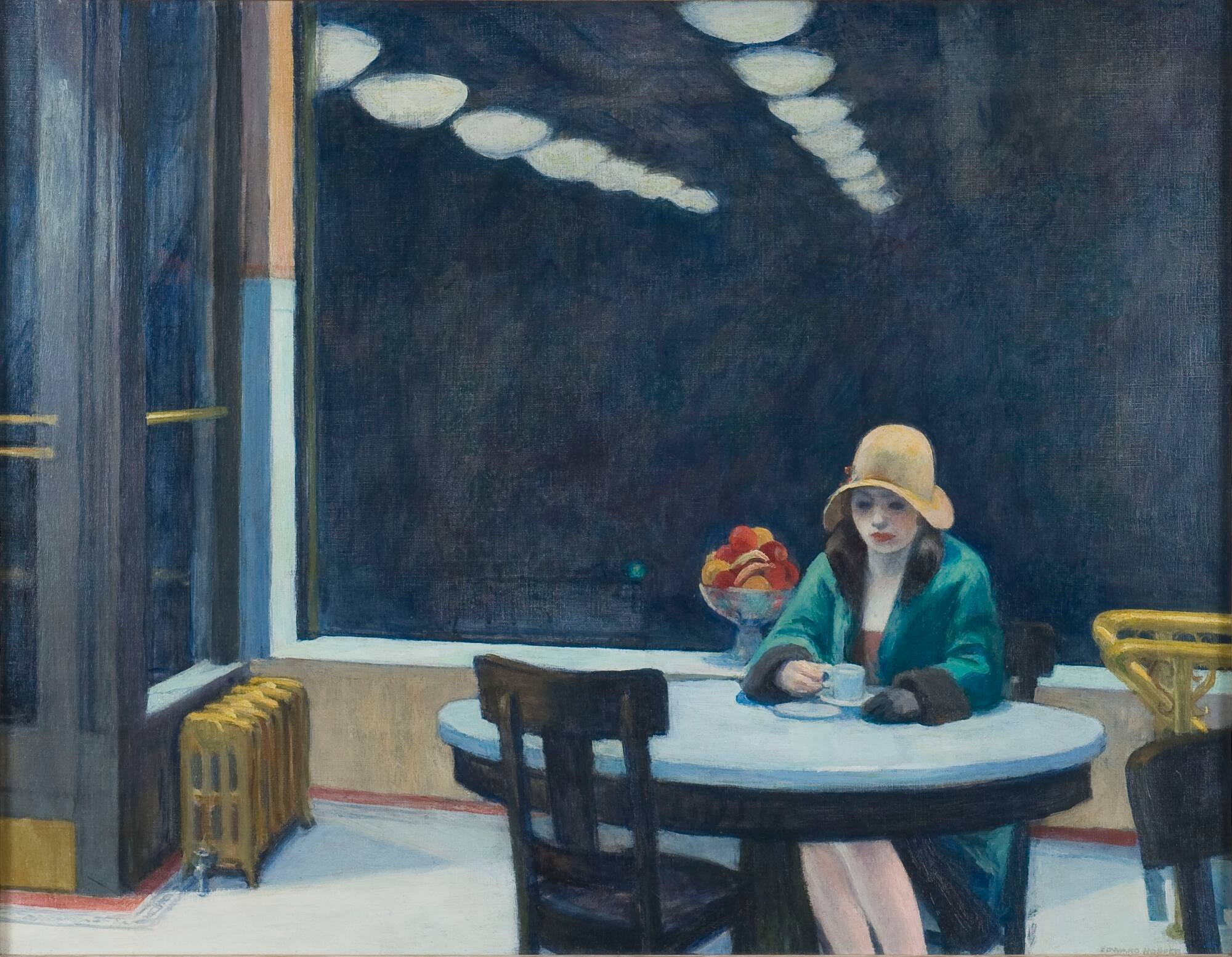
Automat (Tavola calda) di Edward Hopper - 1927

Le origini dell'Art Center di Des Moines risalgono al 1916, quando la Des Moines Association of Fine Arts istituì uno spazio espositivo presso la Biblioteca pubblica, collocata sulle rive del fiume Des Moines. Ogni anno vi venivano tenute diverse mostre, e l'associazione che gestiva la collezione permanente acquisiva periodicamente nuovi esemplari artistici. Nel 1938, la DMAF spostò la sua collezione in un edificio di Walnut Street. In seguito alla morte di James D. Edmunson, avvenuta nel 1933, fu costituito un trust di oltre mezzo milione di dollari che verrà destinato alla fondazione del futuro Des Moines Art Center. Nel 1943, alcuni dei più influenti cittadini di Des Moines iniziarono a pianificare la costruzione di un nuovo museo, e si decise di collocare la struttura a Grand Avenue, nelle immediate vicinanze del Greenwood Park. L'edificio venne terminato nel 1945 e aperto tre anni dopo. Nel 1968 e nel 1985 il Des Moines Art Center venne ampliato. La collezione dell'Art Center conserva opere di Edward Hopper, Jasper Johns, Andy Warhol, Henri Matisse, Claude Monet, Francis Bacon, Georgia O'Keeffe, Gerhard Richter, Claes Oldenburg, Mary Cassatt, Auguste Rodin, Grant Wood, Deborah Butterfield, Paul Gauguin, Eva Hesse, Ronnie Landfield, Roy Lichtenstein, George Segal, Mark Rothko, John Singer Sargent, Joseph Cornell e Takashi Murakami.